# Щучинский уезд
Щучинский уезд — административная единица в составе Ломжинской губернии Российской империи, существовавшая c 1867 года по 1919 год. Административный центр — город Щучин.

## История
Уезд образован в 1867 году в составе Ломжинской губернии Российской империи. В 1919 году его территория вошла в Граевский повят Белостокского воеводства Польши.

## Население
По переписи 1897 года население уезда составляло 66 128 человек, в том числе в городе Щучин — 5756 жит.

### Национальный состав
Национальный состав по переписи 1897 года:
- поляки — 50 316 чел. (76,1 %),
- евреи — 11 780 чел. (17,8 %),
- русские — 2930 чел. (4,4 %),

## Административное деление
В 1913 году в состав уезда входило 9 гмин: 
| - Белда — д. Белда, - Богушево — пос. Граево, - Белашево — с. Белашево, - Вансош — пос. Вансош, - Грабово — д. Грабово, - Прусска — д. Тайно, - Радзилов — пос. Радзилов, - Руда — д. Пржеходы, - Щучин — г. Щучин, |